# جووانی باتیستا کازانووا
جووانی باتیستا کازانووا (به انگلیسی: Giovanni Battista Casanova) نقاش و گراورساز دوران نوکلاسیسیسم ایتالیا(۱۷۳۰–۱۷۹۵ میلادی).
وی برادر جاکومو کازانووا بودو در ونیز متولد شده بود. نقاشی را نزد ایزرائیل سیلوستر که تبحر در گراورسازی و نقاشی ابنیه و ساختمان داشت و نیز کریستین دیتریش در درسدن فراگرفت. در سال۱۷۵۲ به رم مهاجرت کرد و در آنجا شاگرد آنتون رافائل منژ بود و توانست به درجه استادی در نقاشی با مداد و پاستیل مومی دست یابد.